# マンディル
マンディルとはヒンドゥー教の寺院の総称であり礼拝場である。マンディール及びヒンドゥー教寺院とも呼ばれる。

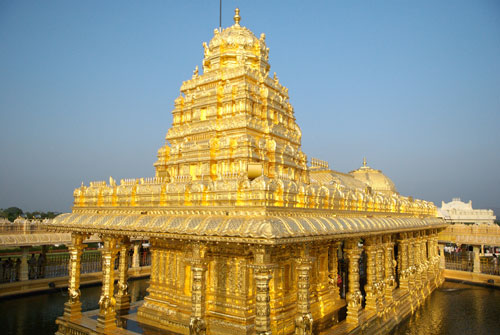
ヒンドゥー教の黄金マンディル

## 概要
インドやネパール、インドネシアのバリ州などのヒンドゥー教徒が多数派の地域ではヒンドゥー教の様々な神を祀っているマンディルが街中や道路沿いにそれぞれ存在しておりヒンドゥー教徒が神々を崇拝し、崇拝、犠牲、祈りを通して神への忠誠心を示す神聖な場所である。ヒンドゥー教寺院の建築は、ヴェーダの伝統にそのルーツを持ち、寺院の建設と象徴にも影響を与えている。

## マンディルの社会的機能
マンディル(ヒンドゥー教寺院)は、古代および中世のインドにおいて重要な社会的、経済的、芸術的、知的機能の中核として機能した。